# Palácio do Luxemburgo
O Palácio do Luxemburgo (Palais du Luxembourg, em francês) é um palácio localizado no 6.º arrondissement de Paris, na França. Actualmente é a sede do Senado da França.
O formal Jardim Luxemburgo (Jardin du Luxembourg) apresenta 25 hectares de parterres empedrados e relvados, povoados por estátuas e providos de grandes tanques de água onde as crianças pilotam modelos de barcos. No canto sudoeste, existe um pomar de macieiras e pereiras e o théâtre des marionettes (teatro de marionetas).

## História

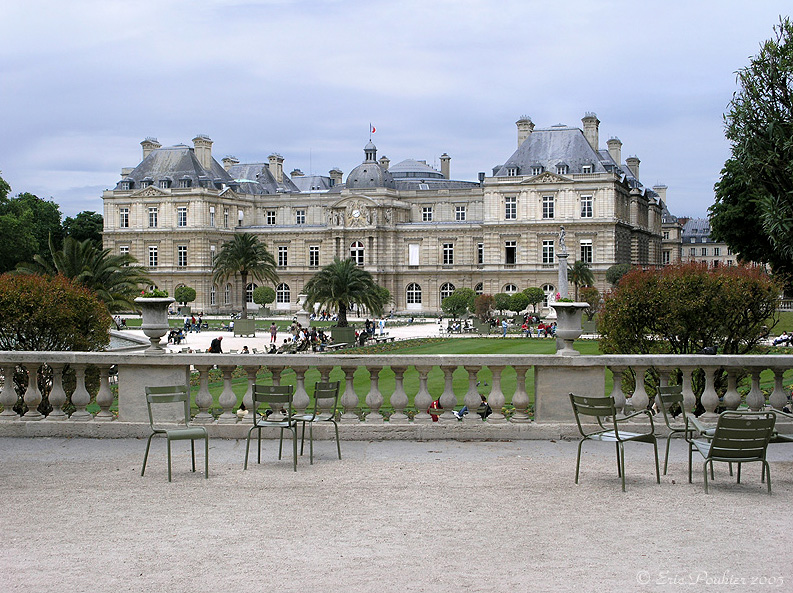
Vista do Palácio do Luxemburgo.

O Palácio do Luxemburgo foi construído por Maria de Médici, mãe do rei Luís XIII da França, no local de um antigo hôtel particulier pertencente a François, duque de Luxemburgo, de onde vem o seu nome. Marie de Médicis comprou a estrutura e o seu relativamente extenso domínio em 1612, tendo encomendado o novo edifício, ao qual se referia como Palais Médecis, em 1615. O seu arquitecto foi Salomon de Brosse. A construção e mobiliamento do palácio formaram o seu principal projecto artístico, apesar de nada restar actualmente dos interiores tal como foram criados por ela, salvo alguns fragmentos arquitectónicos reunidos na Sala do Livro de Ouro (Salle du Livre d'Or). Os conjuntos de pinturas que a rainha encomendou, de cujos temas ela expressou os seus requisitos através de agentes e conselheiros, estão dispersos por vários museus. Os mais célebres, uma série de vinte e quatro telas triunfantes, foram encomendados a Peter Paul Rubens. Um série de pinturas executadas para o seu Gabinete Dourado (Cabinet Doré) foi identificado por Anthony Blunt em 1967.

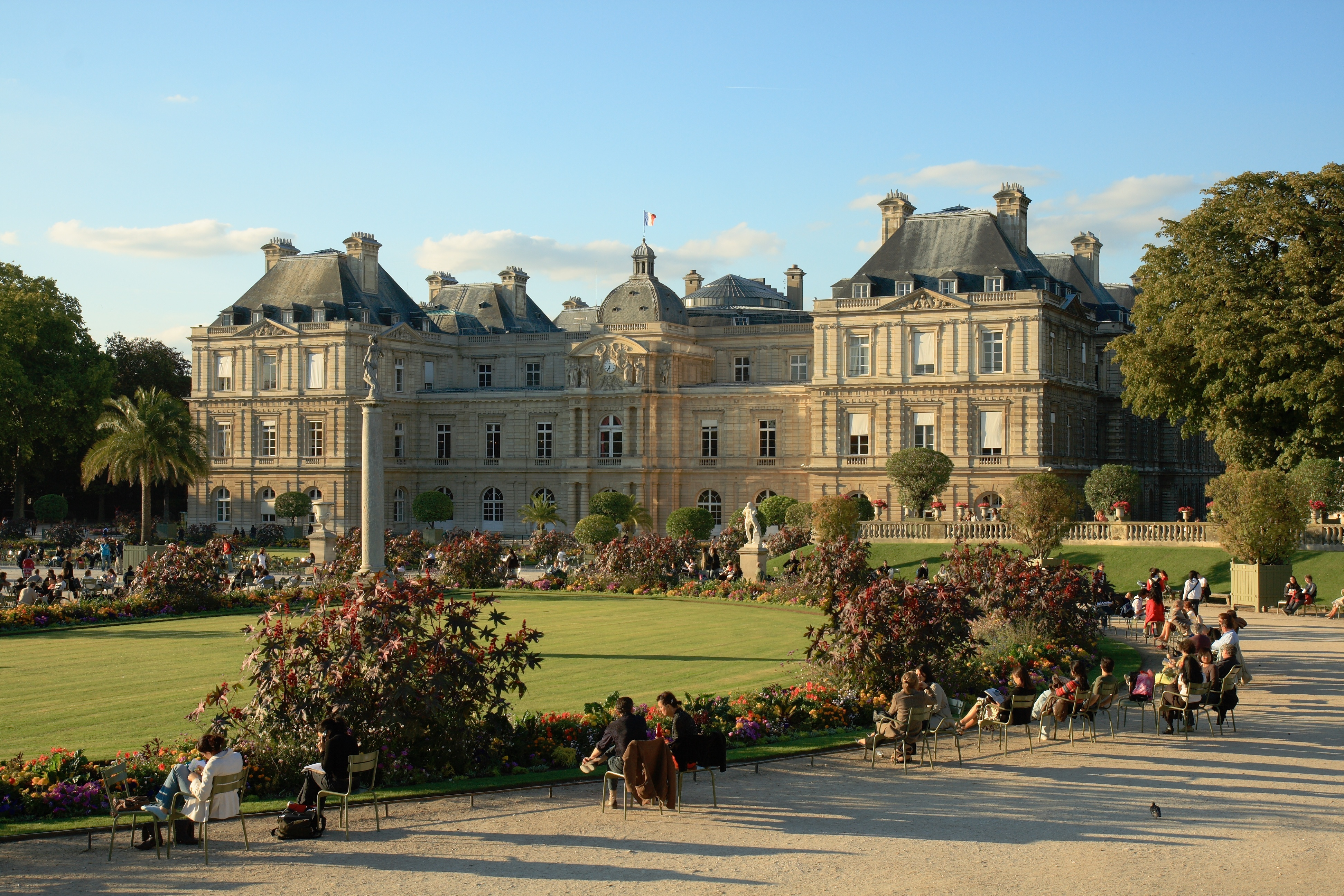
O Palácio do Luxemburgo ao pôr-do-sol.

Marie instalou residência em 1625, enquanto os trabalhos no interior continuavam. Os aposentos de um dos lados, no piso térreo, foram reservados para a rainha, e o conjunto correspondente no outro lado para Luís XIII. A construção foi finalizada em 1631. A rainha rãe foi expulsa da corte no mesmo ano, na sequência da Journée des dupes. Luis XIII encomendou, mais tarde, decorações para o palácio a Nicolas Poussin e Philippe de Champaigne.
Em 1642, Marie deixou em herança o Palácio do Luxemburgo ao seu segundo filho, Gastão de Orleans, o irmão mais novo do rei. O palácio passou depois para a sua viúva e para a sua filha, Ana, Duquesa de Montpensier, que fez dele a sua residência. A filha desta, a Duquesa de Guise, herdou-o em 1660 e deu-o a Luís XIV em 1694. 
Em Setembro de 1715, o palácio tornou-se a residência da Duquesa de Berry, a filha mais velha do Regente. Esta jovem viúva leva uma vida de festas e prazeres. Ela deve esconder várias gravidezes indesejadas e morre em resultado de um parto clandestino. O palácio não voltaria a ser habitado até ser possuído por Luís XVI que o deu, em 1778, ao seu irmão, o Conde de Provença. Durante a Revolução, foi uma prisão durante um breve período, de seguida foi o centro do Diretório e mais tarde a primeira residência de Napoleão Bonaparte, como Primeiro Cônsul de França. O palácio manteve o seu papel senatorial, com breves interrupções, desde então.

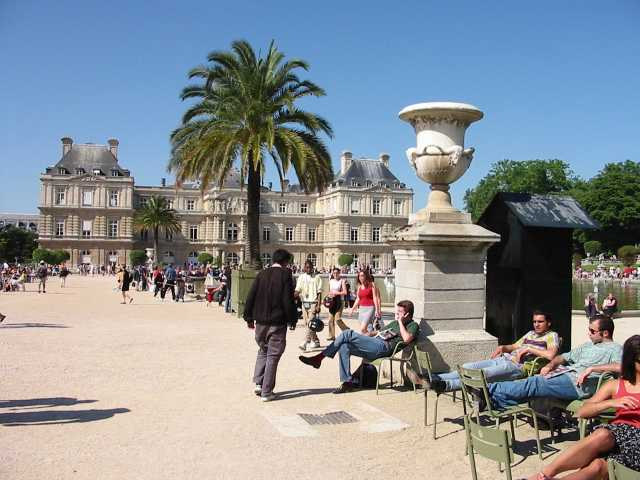
O Jardim do Luxemburgo, com parisienses gozando o bom tempo.

No século XIX o palácio foi extensamente remodelado, com uma nova fachada para o jardim, obra de Alphonse de Gisors realizada entre 1836 e 1841), e um ciclo de pinturas, realizado entre 1845 e 1847 por Eugène Delacroix, o qual foi adicionado à biblioteca.
Durante a ocupação germânica de Paris (1940-1944), Hermann Göring ocupou o palácio, usando-o como quartel general da Luftwaffe em França. Tomou para si próprio um sumptuoso conjunto de salas para acomodá-lo nas suas visitas à capital francesa. O seu subordinado, o marechal de campo da Luftwaffe Hugo Sperrle, também ocupou um apartamento e passou a maior parte da guerra gozando as luxuosas cercanias. "A paixão do marechal de campo pelo luxo e pela exibição pública corre de perto com a do seu superior, Göring; ele também estava compatível em corpulência", escreveu o ministro do armamento Albert Speer depois de uma visita a Sperrle em Paris.
O palácio foi designado como um "ponto forte" para a defesa da cidade pelas forças alemãs em Agosto de 1944, mas graças à decisão do general no comando Dietrich von Choltitz de render a cidade em vez de lutar, o palácio foi apenas minimamente danificado.

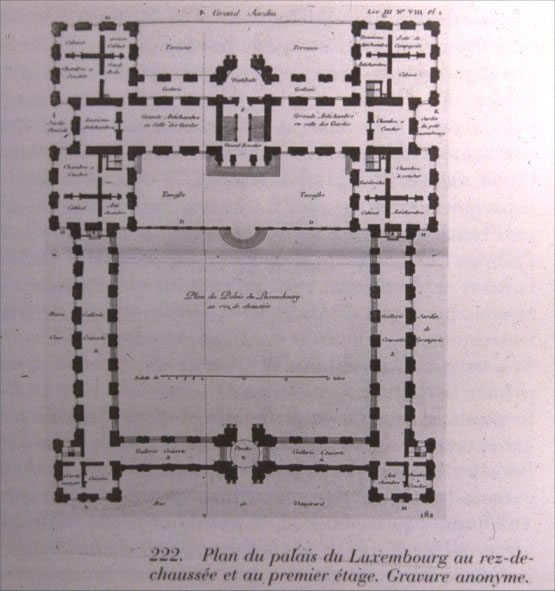
Planta do piso térreo mostrando o grande cour d'honneur (pátio de honre) encerrado.

O edifício foi mais tarde usado para a conferência de paz de 1946.

## Arquitectura
O Palácio do Luxemburgo tem mais de residência secundária que de palácio urbano oficial. A sua planta é bastante característica dos châteaux franceses, como o de Verneuil-en-Halatte, no qual Salomon de Brosse participou. Compõe-se por um pátio quadrado, o cour d'honneur, um corpo de entrada coroado por uma cúpula, a cúpula Tournon, e por pavilhões redobrados no corps de logis.
Novidades, como o corps de logis, que toma uma grande amplitude em comparação com as duas alas, ou ainda a parte central monumental, marcam o château. O Palácio do Luxemburgo é o resultado da livre inspiração no Palazzo Pitti (Florença, Itália) pedida por Marie de Médicis que, tendo-se cansado do Palais du Louvre, desejava reencontrar o espírito florentino e a doçura que este lhe evocava, nomeadamente através do emprego das ornamentações de pedra na arquitectura do edifício em vez de uma mistura de tijolo e pedra, como se encontra por exemplo no pavilhão de caça do Château de Versailles.

## Galeria de imagens

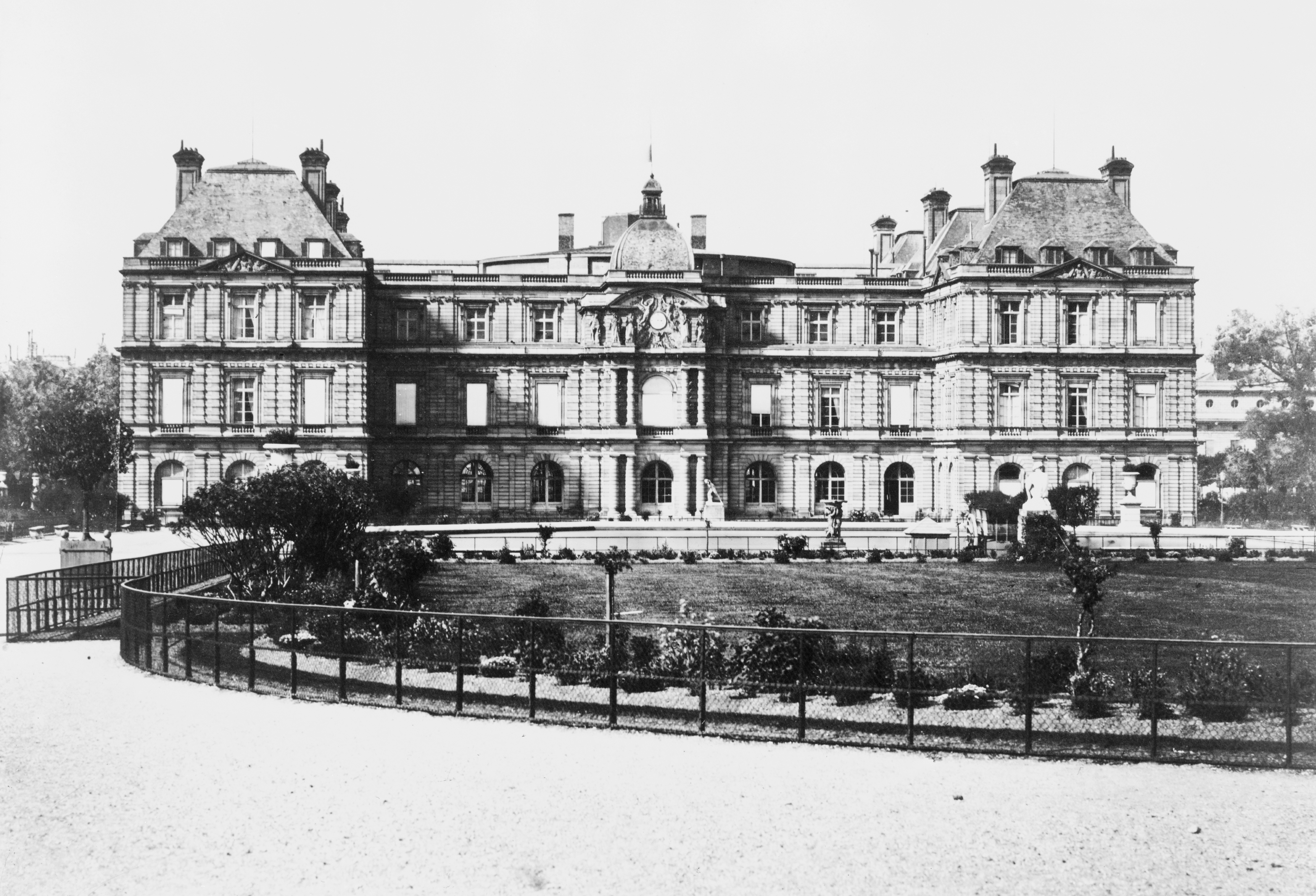
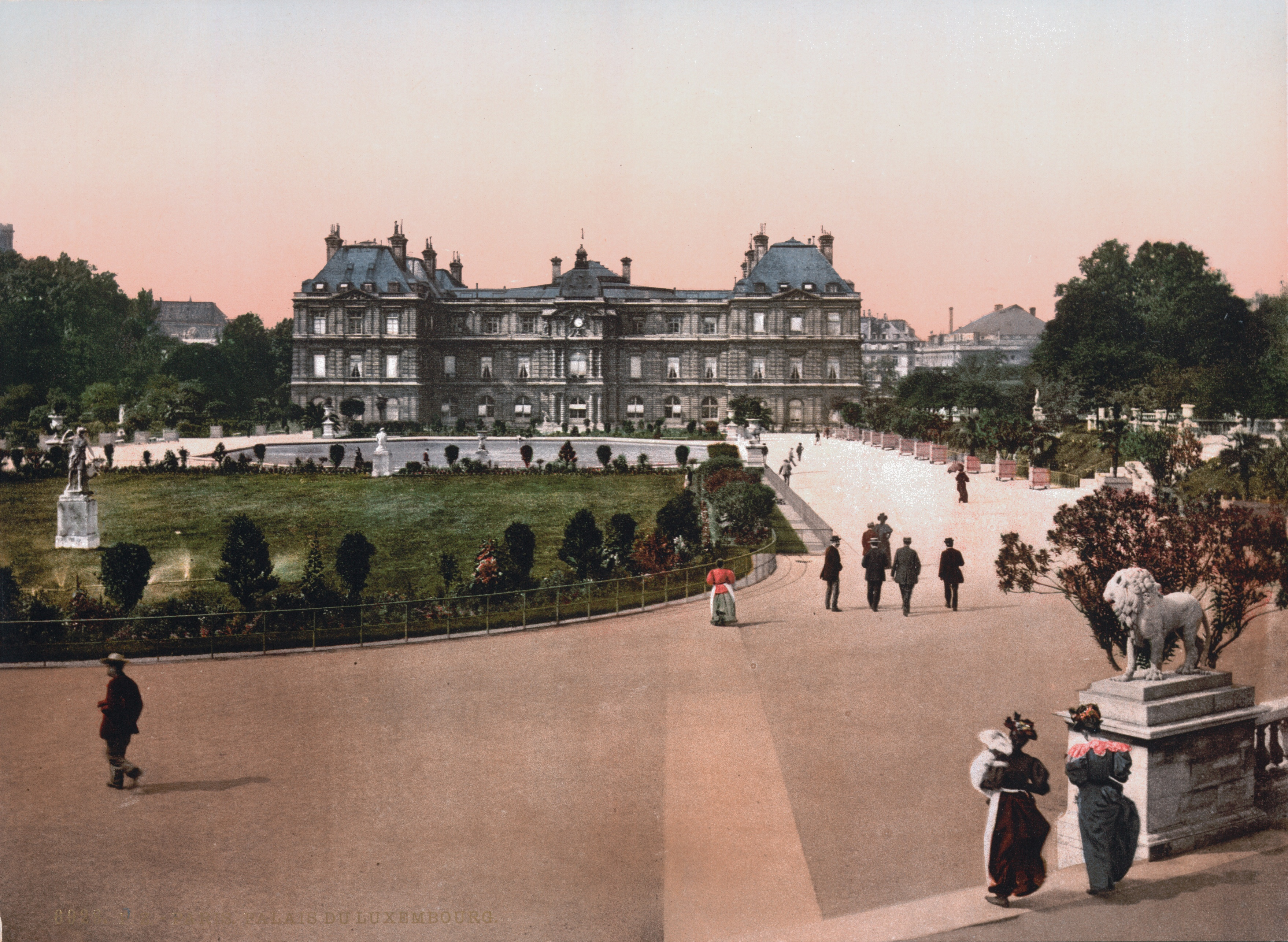
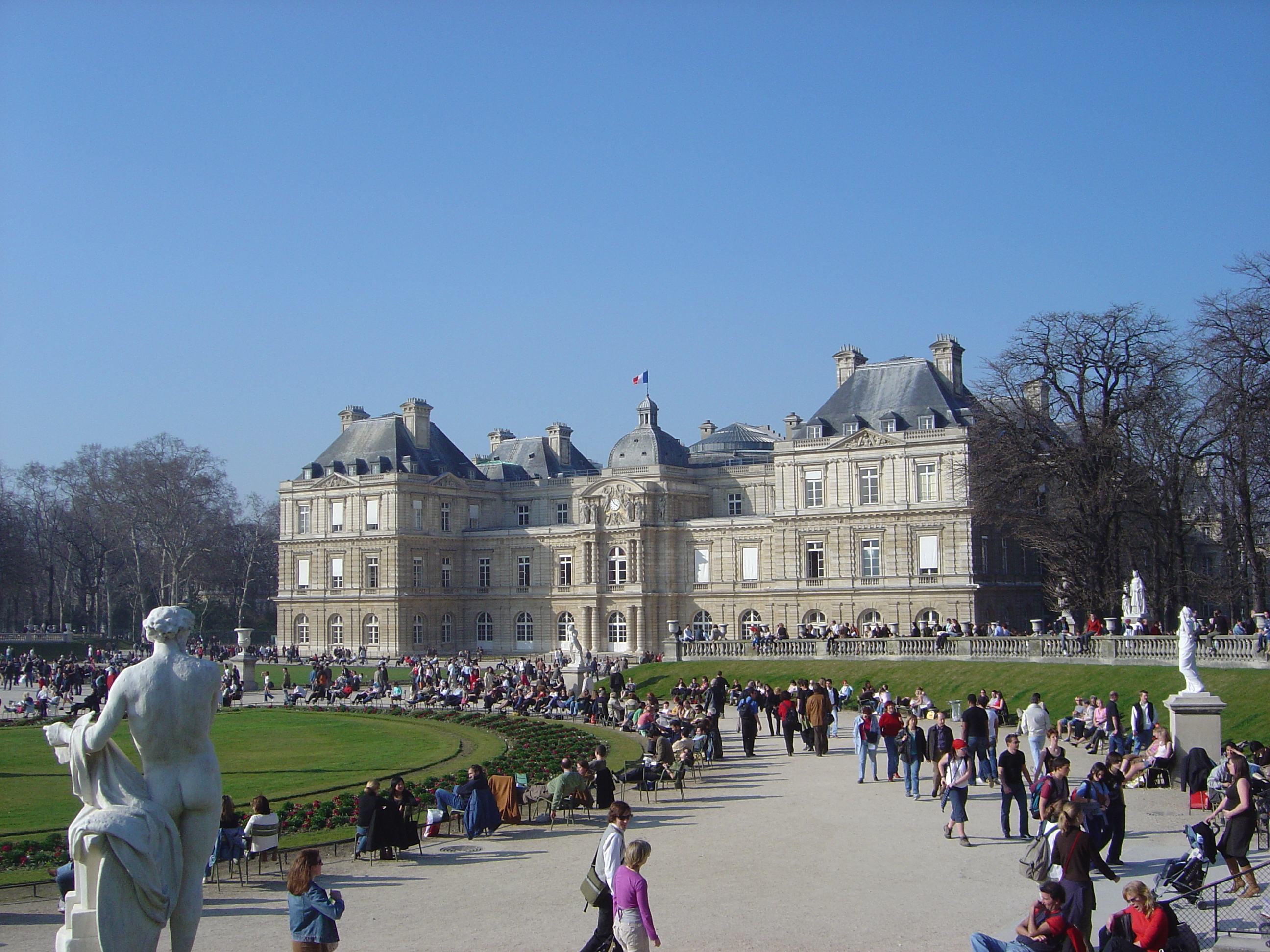
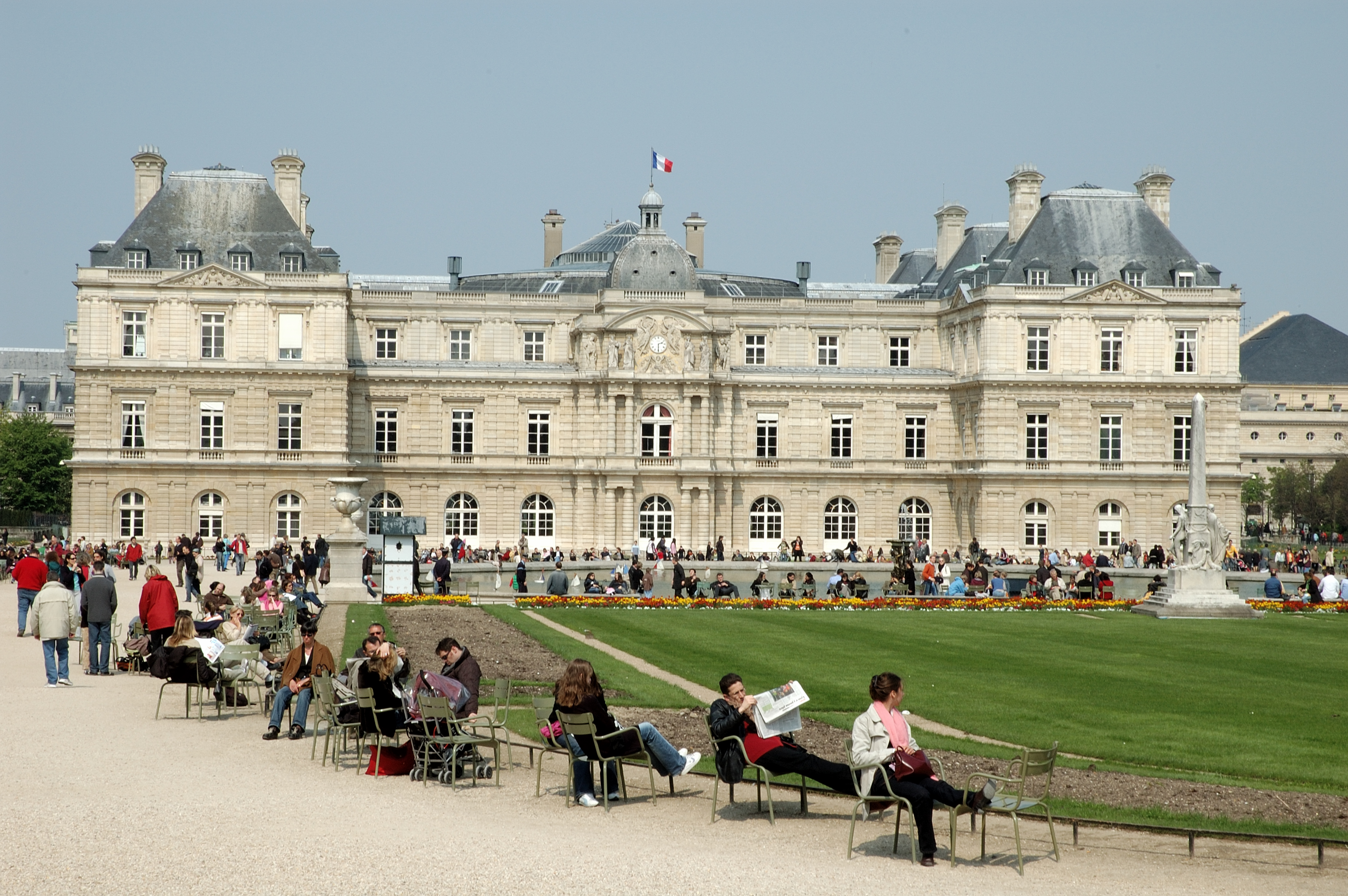
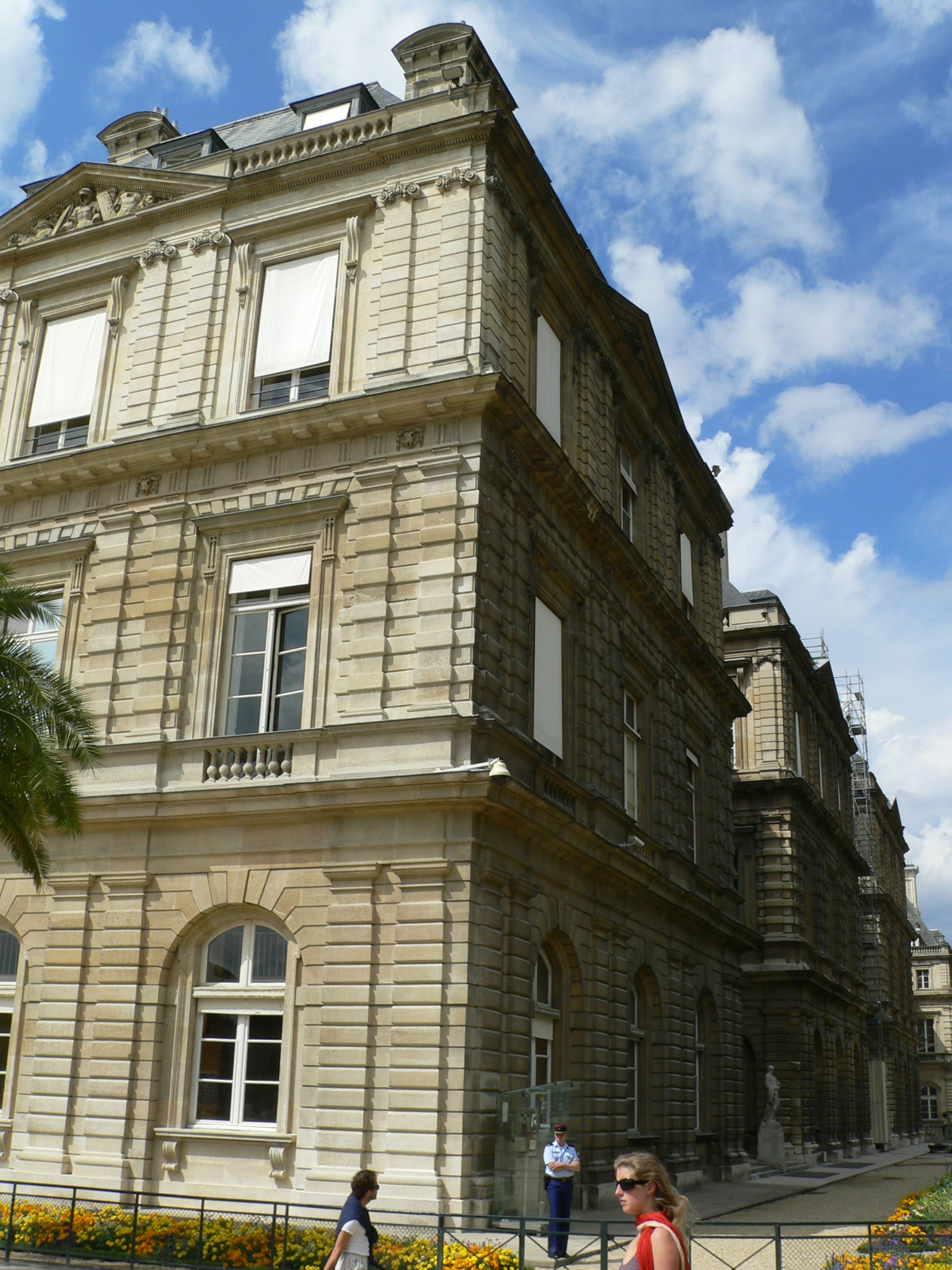
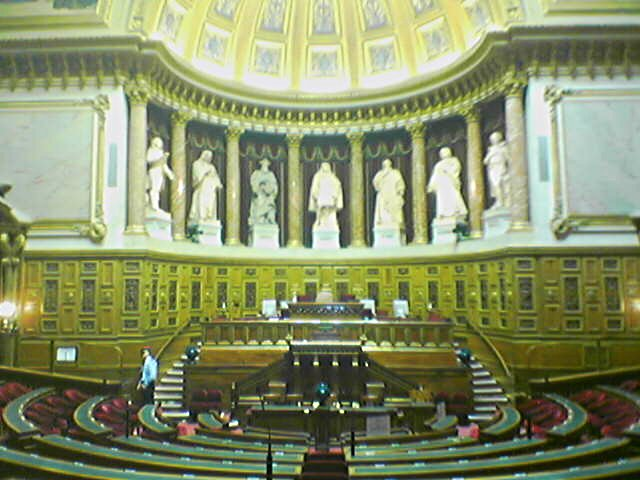